# Chi Đậu cánh chim
Chi Đậu cánh chim, tên khoa học Lupinus, là một chi thực vật có hoa trong họ Đậu.

## Hình ảnh

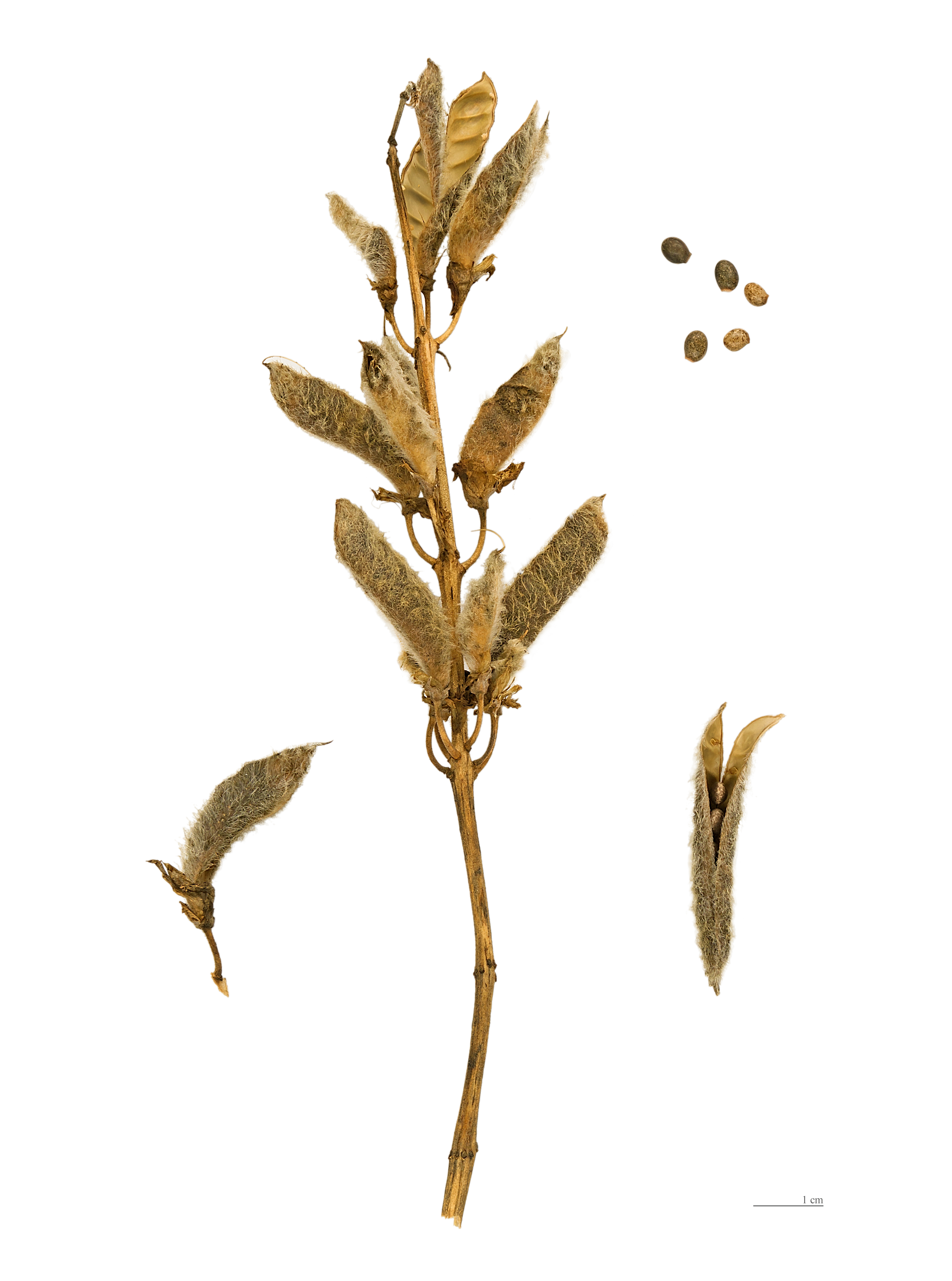
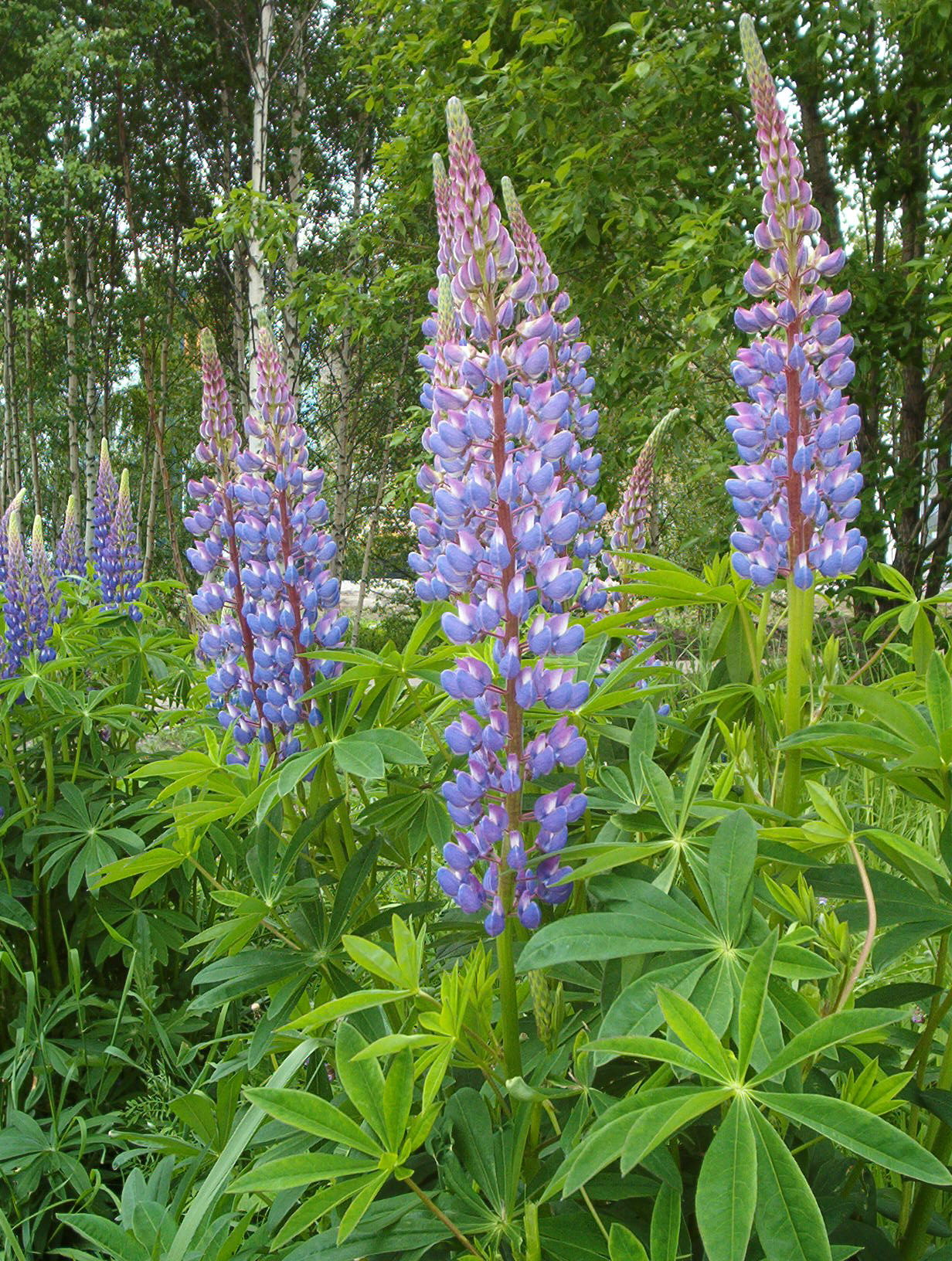
Lupinus polyphyllus
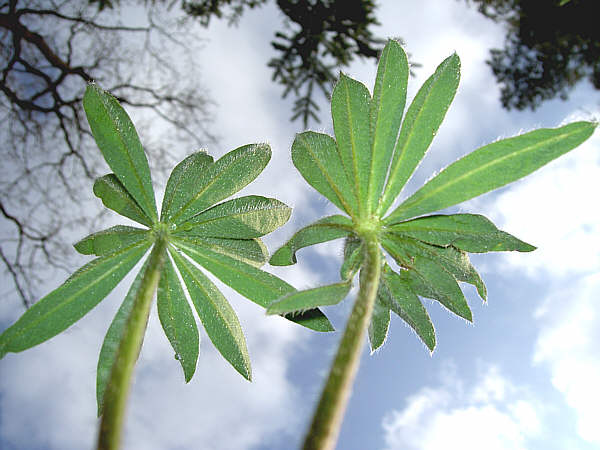
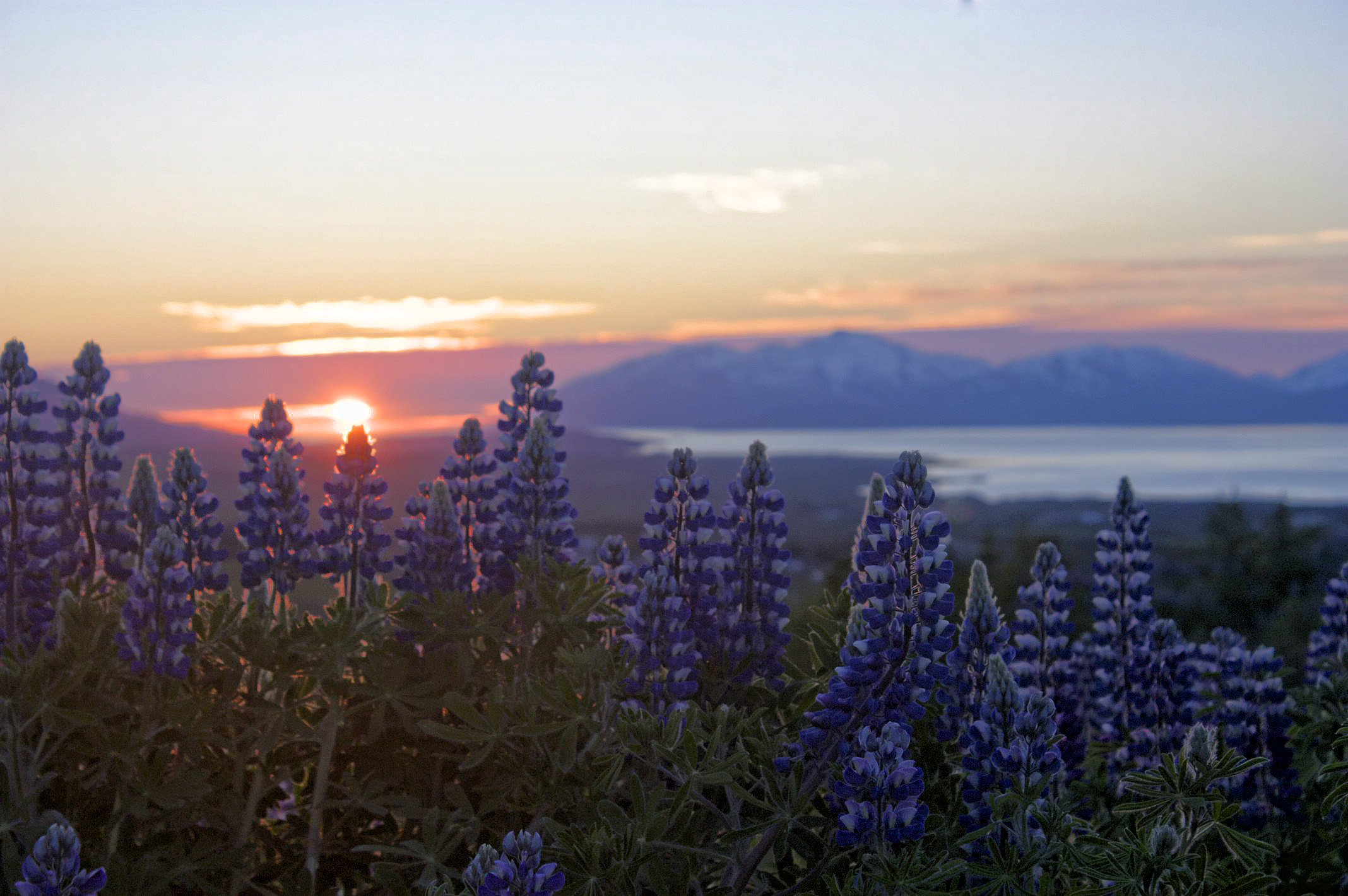
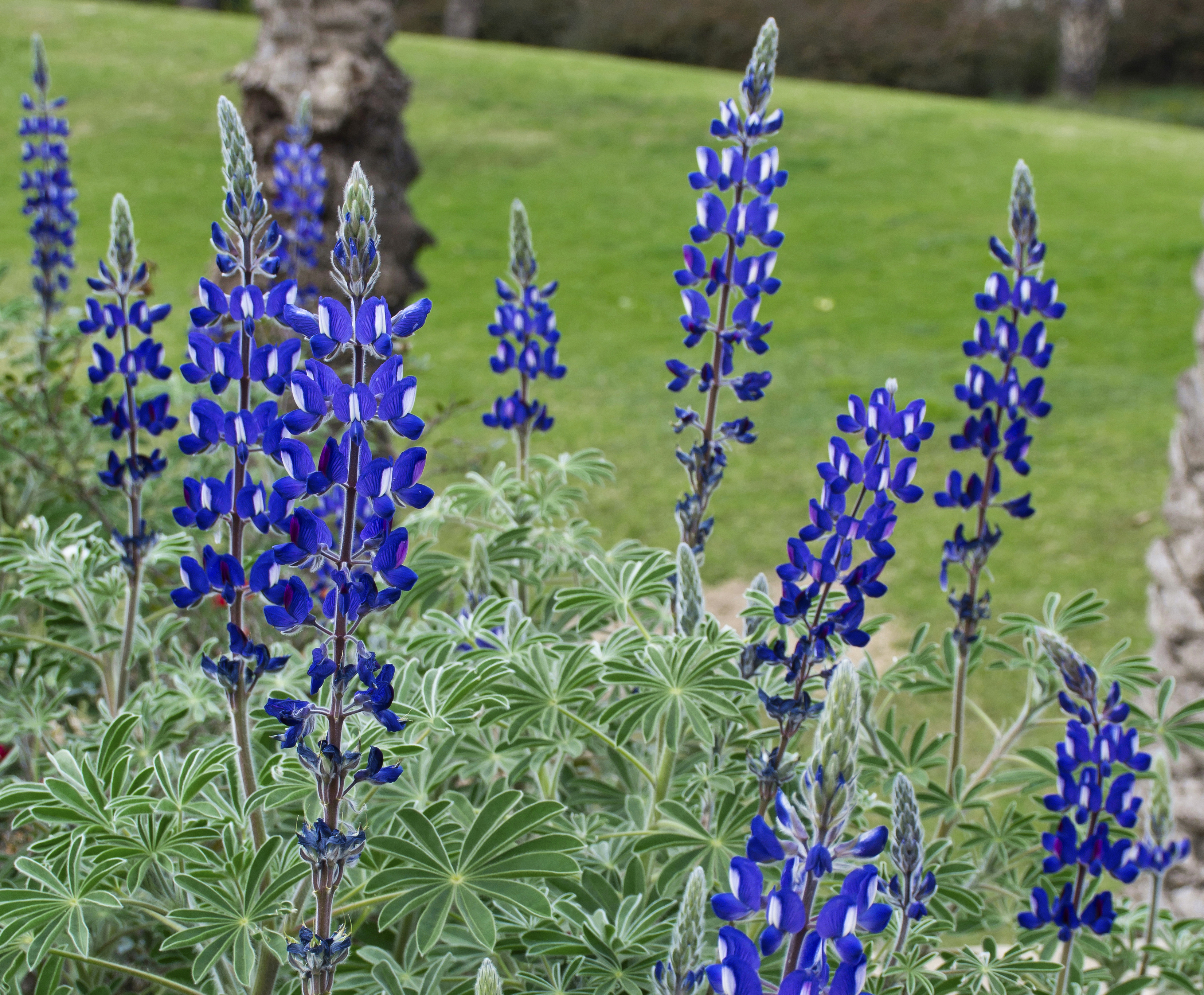
Lupinus pilosus
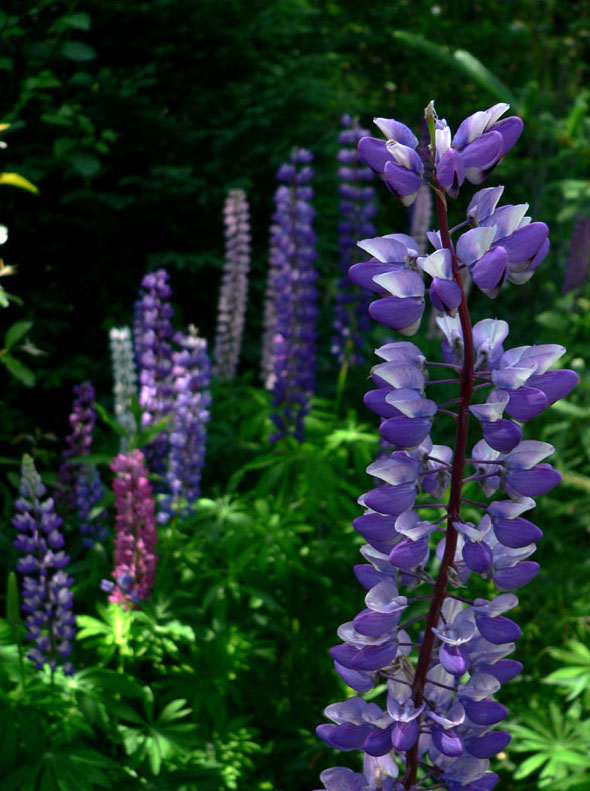
Lupinus polyphyllus
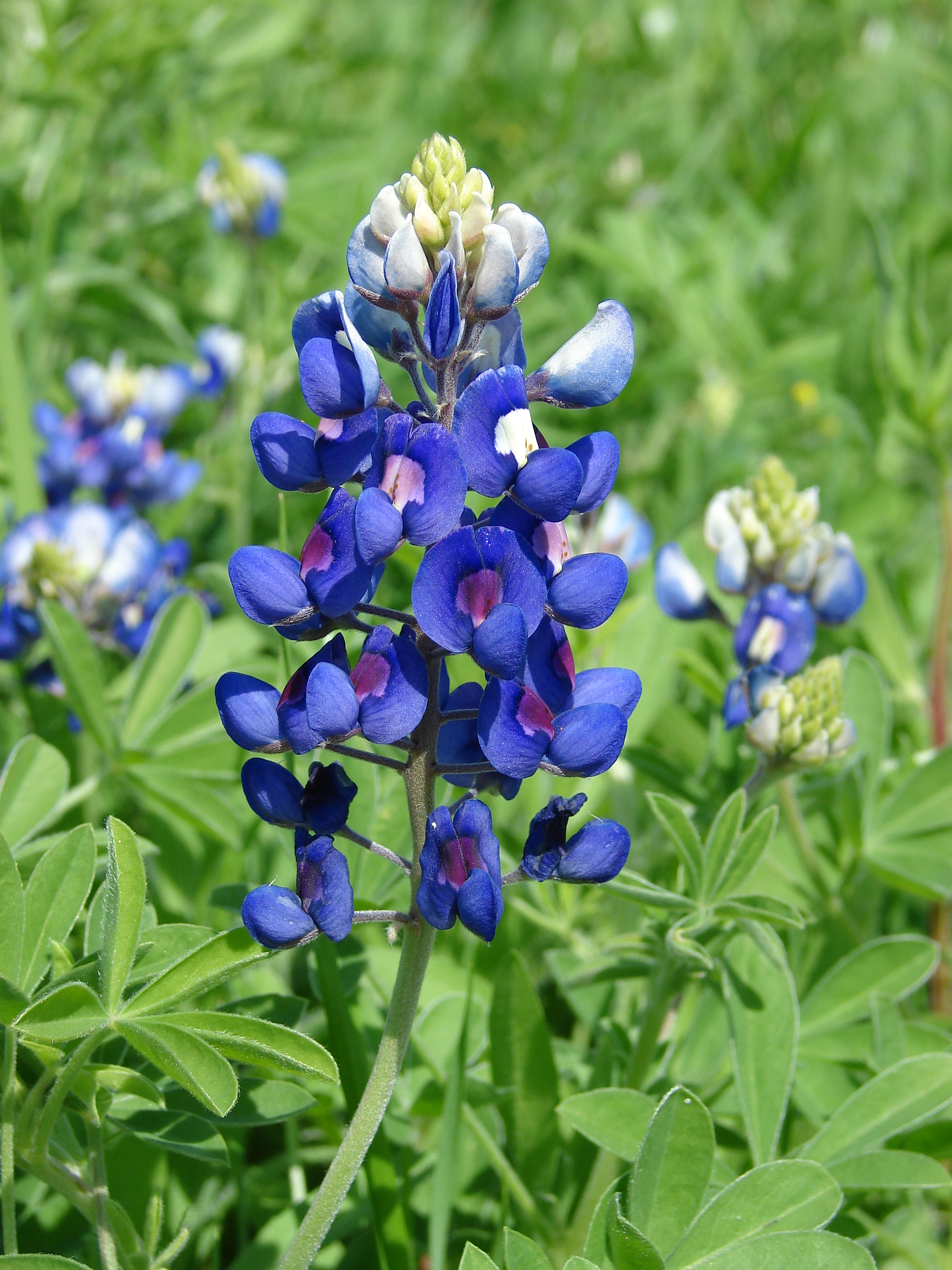
Lupinus texensis
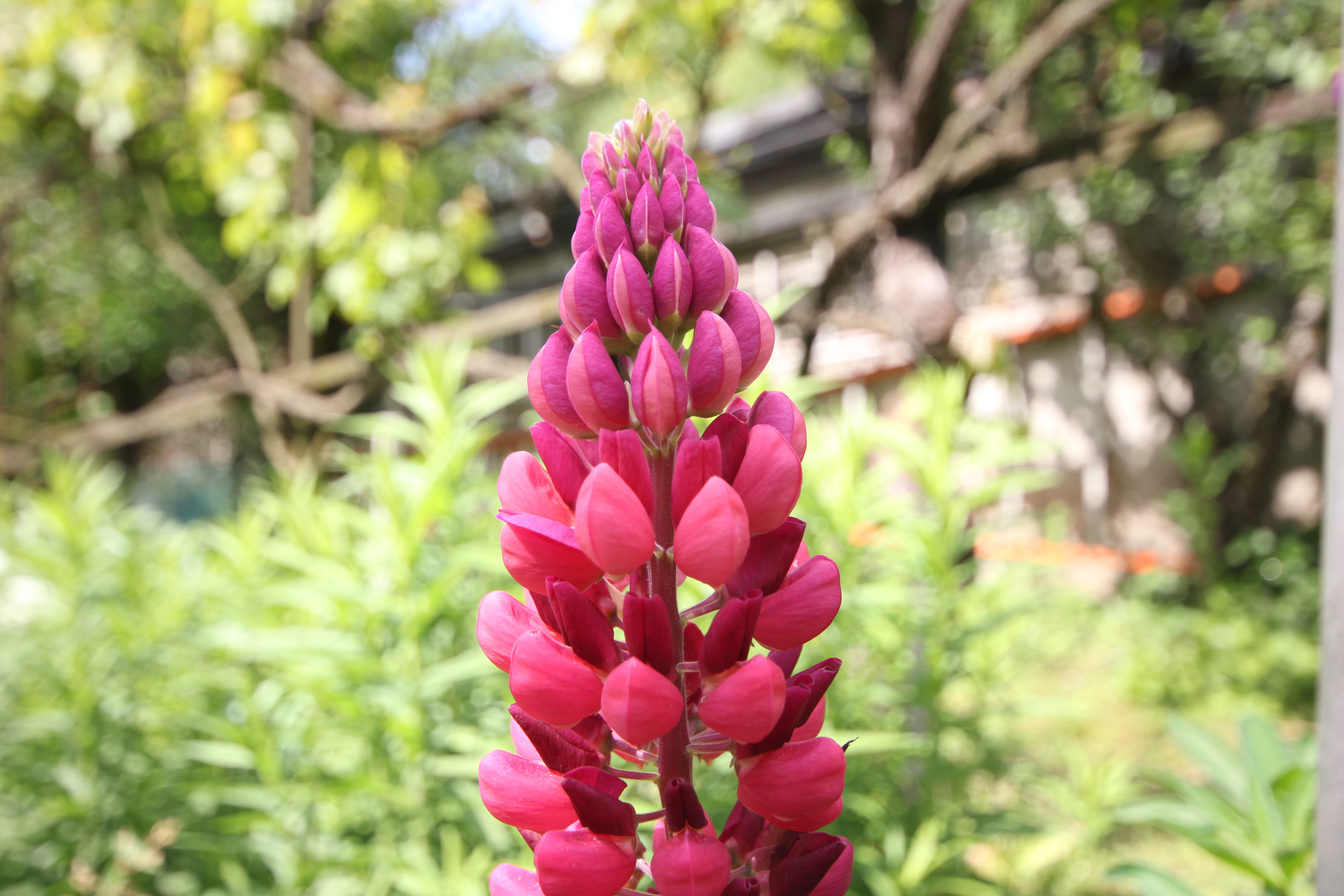
Lupinus × russellii
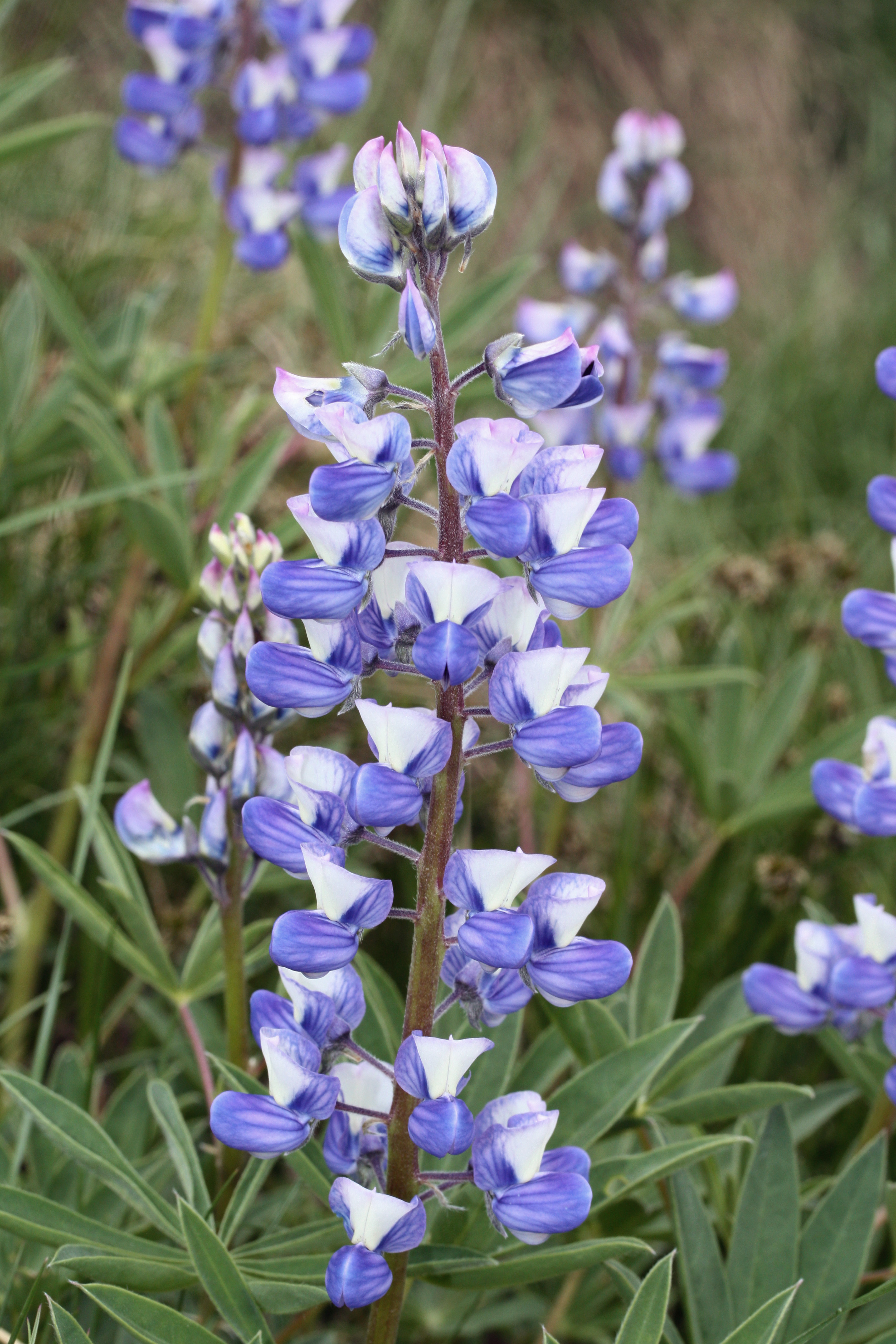
Lupinus latifolius
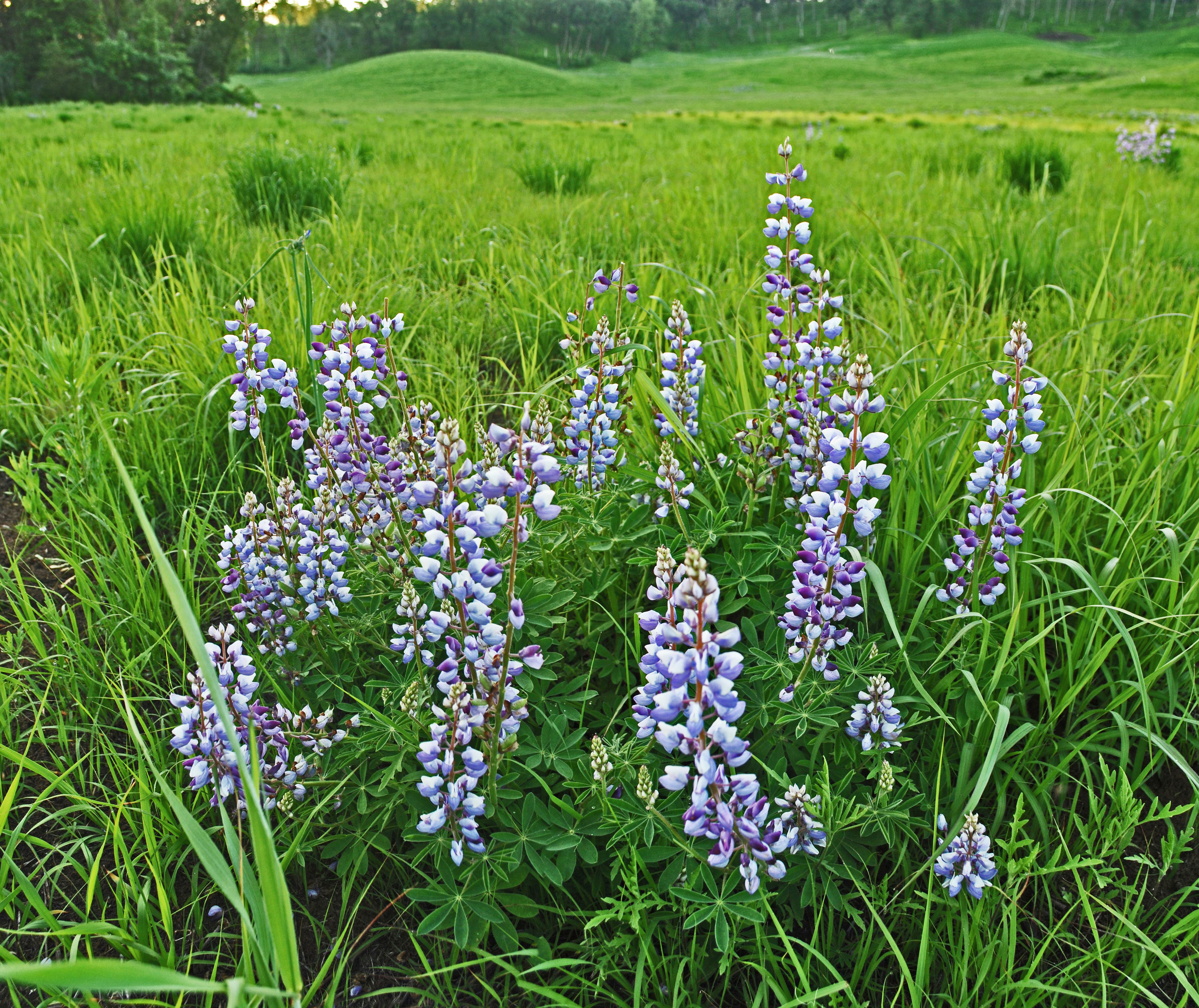
Lupinus perennis
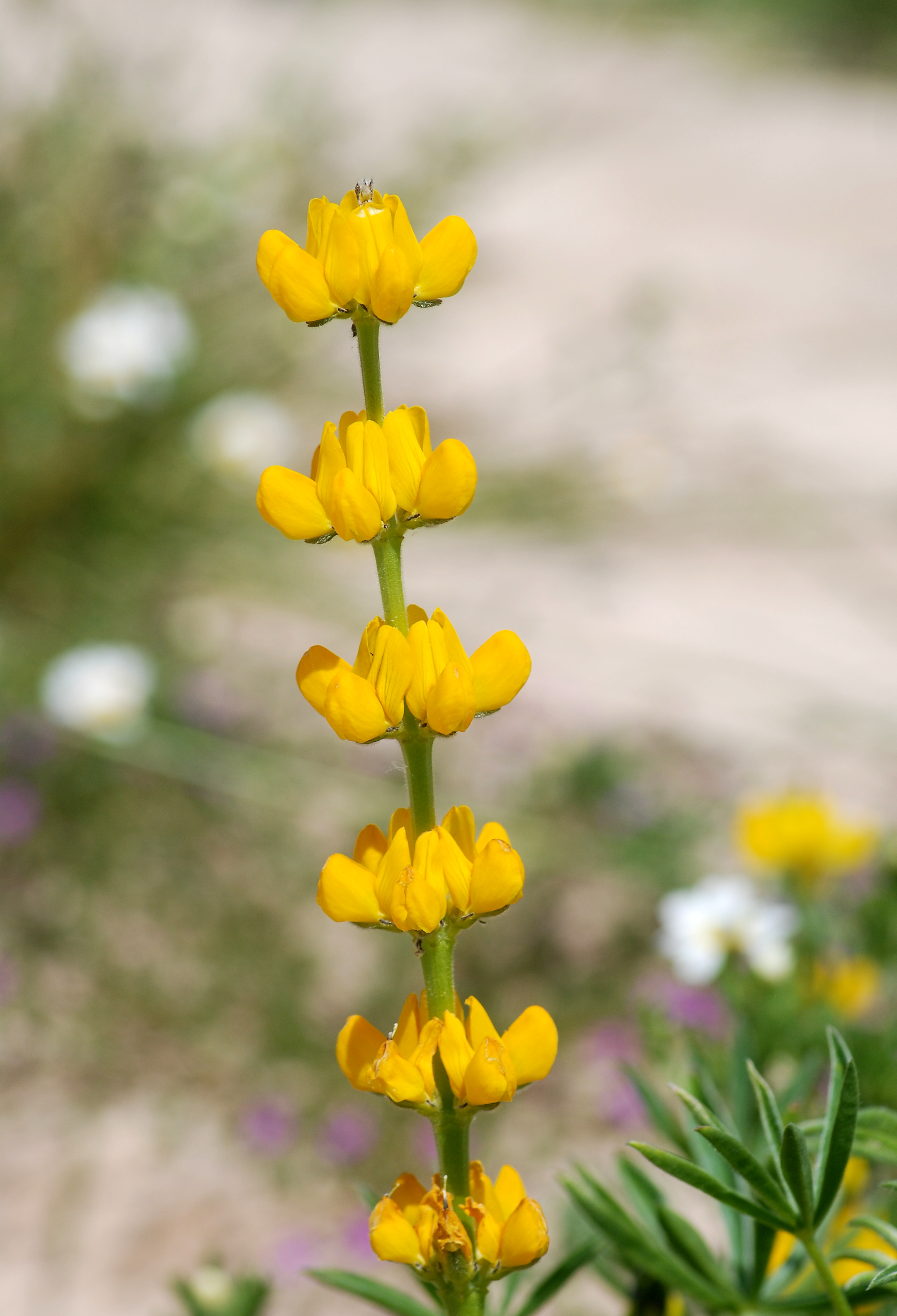
Lupinus luteus